# Аксаковська сільська рада (Бугурусланський район)
Акса́ковська сільська рада (рос. Аксаковский сельский совет) — сільське поселення у складі Бугурусланського району Оренбурзької області Росії.
Адміністративний центр — село Аксаково.

## Історія
2005 року була ліквідована Алексієвська сільська рада (село Алексієвка), територія увійшла до складу Аксаковської сільради.

## Населення
Населення — 734 особи (2019; 1014 в 2010, 1479 у 2002).

## Склад
До складу сільської ради входять:
| Населений пункт      | Населення, осіб (2002) | Населення, осіб (2010) |
| -------------------- | ---------------------- | ---------------------- |
| Аксаково, село       | 766                    | 636                    |
| Алексієвка, село     | 347                    | 224                    |
| Велике Алпаєво, село | 198                    | 72                     |
| Ківацьке, село       | 114                    | 61                     |
| Мале Алпаєво, село   | 54                     | 21                     |